# Thủy điện Nậm Pạc
Thủy điện Nậm Pạc, còn gọi là Thủy điện Nậm Pặc, là cụm công trình thủy điện xây dựng trên dòng Nậm Xe tại vùng đất xã Nậm Xe và Sin Suối Hồ huyện Phong Thổ tỉnh Lai Châu, Việt Nam .
Năm 2019 Thủy điện Nậm Pạc có tổng công suất lắp máy 34 MW với 4 tổ máy, sản lượng điện trung bình hàng năm khoảng 150 triệu kWh. Hiện gồm 2 bậc là:
- Nậm Pạc 1
- Nậm Pạc 2

Cụm được khởi công tháng 10/2018, dự kiến hoàn thành quý 4/2020 
Cụm nhà máy thủ điện Nậm Pạc là thành viên của tập đoàn KOSY.

## Nậm Xe
Nậm Xe là một suối trong lưu vực sông Đà, chảy ở xã Nậm Xe và Sin Suối Hồ huyện Phong Thổ tỉnh Lai Châu.
Nậm Xe cùng với Nậm Pạc bắt nguồn từ các suối ở vùng đỉnh Bạch Mộc Lương Tử 22°30′28″B 103°35′15″Đ / 22,50767394°B 103,5874936°Đ, chảy về hướng tây.
Tại xã Mường So Nậm Xe đổ vào Nậm So. Nậm So chảy tiếp hướng tây, và đổ vào Nậm Na ở bản Pa So 22°32′39″B 103°17′03″Đ / 22,544183°B 103,284245°Đ.

## Tác động môi trường dân sinh
Năm 2019 Thủy điện Nậm Pạc được xếp vào nhóm xây dựng ồ ạt mà chưa thỏa thuận đền bù xong với người dân có đất nằm trong dự án .